# Dementia 13 (1963)
Dementia 13 ist ein US-amerikanischer Horrorfilm des Regisseurs Francis Ford Coppola aus dem Jahr 1963.

## Handlung
Einmal im Jahr trifft sich die Familie Haloran vor dem Grab von Kathleen. Die Tochter der Halorans ist im Schlossteich ertrunken. Ihre Mutter hat den Tod nicht verkraftet und ist wahnsinnig geworden. Bei einer nächtlichen Bootsfahrt stirbt John Haloran an einem Infarkt. Da seine Frau Louise nichts erbt, wenn John vor der Schlossherrin, Johns Mutter, stirbt, vertuscht sie den Tod ihres Mannes.
Mittlerweile sind auch die anderen Familienmitglieder eingetroffen. Louise plant, Lady Haloran in den Selbstmord zu treiben. Allerdings treibt sich auch ein Axtmörder im Schloss herum. Louise will nach der Totenfeier für Kathleen im Teich einige Puppen von Kathleen verstecken. Als sie fertig mit den Vorbereitungen ist, trifft sie auf den Axtmörder, der sie umbringt.
Bei einem Treffen am Teich werden die Puppen doch noch bemerkt. Die Lady hält alles für ein Zeichen, die anderen Mitglieder der Familie, besonders der älteste Sohn Richard und der mitgekommene Arzt Dr. Caleb merken, dass hier jemand Böses plant. Ein Bediensteter ist das nächste Opfer des Mörders, Lady Haloran erleidet einen Unfall. Der Teich wird trockengelegt, zum Vorschein kommt ein Schrein für Kathleen. Es kommt heraus, dass Billy der Axtmörder ist, der sich schuldig am Tod seiner Schwester fühlt und wahnsinnig geworden ist. Dr. Caleb erschießt den Mörder.

## Hintergrund
Coppola war Regieassistent bei Roger Cormans Projekt Schnelle Autos und Affären, der in Irland gedreht wurde. Coppola durfte für seine zweite Regiearbeit dasselbe Set, dieselbe Crew und dieselben Schauspieler  (Anders, Campbell und Magee) nutzen.

## Kritiken
„Konventioneller Horrorfilm, zweiter Regieversuch (nach ‚Das gibt es nur im Wilden Westen‘, 1961) des damals 24-jährigen Francis Coppola. Interesse an der holprig erzählten und Stilbrüche aufweisenden Geschichte vermag einzig die atmosphärisch dichte Schwarzweiß-Fotografie zu erzeugen.“

„Der düstere Plot, seine psychologische Grundierung, die gestelzten Dialoge und die hölzern agierenden Schauspieler - Dementia 13 weist alle Eigenschaften eines Billighorrorfilms auf und versammelt eine ganze Reihe Klischees des Genres.“

## Neuverfilmung
2017 kam eine gleichnamige Neuauflage von Regisseur Richard LeMay ins Kino.